# سایه (فیلم ۲۰۰۹)
«سایه» (انگلیسی: Shadow (2009 film)) یک فیلم است که در سال ۲۰۰۹ منتشر شد. از بازیگران آن می‌توان به میلیند سمان اشاره کرد.